# Szpak ozdobny
Szpak ozdobny (Creatophora cinerea) – gatunek ptaka z rodziny szpakowatych (Sturnidae), zamieszkujący wschodnią i południową Afrykę. Nie jest zagrożony wyginięciem.
Systematyka
Jedyny przedstawiciel rodzaju Creatophora. Nie wyróżnia się podgatunków.
Występowanie i biotop
Występuje od Erytrei, Etiopii i Somalii po Angolę, Namibię i RPA. Zamieszkuje sawanny, tereny trawiaste, lasy liściaste.
Morfologia
Osiąga długość około 19–21 cm i masę 70–75 g.  
U szpaków ozdobnych występuje dymorfizm płciowy podczas okresu godowego. U samców charakterystyczna jest wówczas płachta nagiej czarnej skóry na gardle, oraz żółtej za oczami. Samica poza okresem lęgowym przypomina w dużym stopniu samca.
Pokarm
Wszystkożerny – zjada m.in. szarańcze, bezkręgowce, drobne owoce i nasiona.
Status
IUCN uznaje szpaka ozdobnego za gatunek najmniejszej troski (LC, Least Concern) nieprzerwanie od 1988 (stan w 2020). Liczebność światowej populacji nie została oszacowana, ale ptak ten opisywany jest jako zazwyczaj pospolity po bardzo liczny. Trend liczebności populacji uznawany jest za stabilny.